# 55565 آية
(55565) 2002 AW197 هو جسم حزام كايبر كلاسيكي وقد أكدت قياسات مقراب سبيتزر الفضائي أن (55565) 2002 AW197 كوكب قزم محتمل، على الرغم من أنه لم يصنف رسميا على هذا النحو من قبل الاتحاد الفلكي الدولي. تحليل سعة المنحنى الضوئي يظهر إنحرافات صغيرة فقط، مما يشير إلى أن (55565) 2002 AW197 كروي الشكل مع بقع بياض صغيرة. عالم فلك ألأوروغواني غونزالو تانكردي (2010) وافق على تعريفة كوكب قزم. ولقد تم اكتشافه في 10 يناير 2002، من قبل مايكل براون وآخرون. ويقع بالقرب من حزام كايبر.

## خصائص
في عام 2013، (55565) 2002 AW197 يبعد عن الشمس 46.0 وحدة فلكية. وسوف يأتي إلى الحضيض حوالي عام 2078.
تقدر ملاحظات الانبعاثات الحرارية من مقراب سبيتزر الفضائي في عام 2007 قطر (55565) 2002 AW197 في حدود 734+116
−108 كـم وبياض 0.117+0.04
−0.03. التقدير الحديث 768+39
−38 كـم
تحليلل المرصد الأوروبي الجنوبي للطيف الكهرومغناطيسي لسطح (55565) 2002 AW197 يكشف عن انحدار أحمر قوي (على النقيض من كواور، الأحمر أيضا) ولا وجود لجليد الماء مما يشير إلى وجود مواد عضوية e.

## وصلات خارجية
- AstDys orbital elements
- 55565 آية في قاعدة بيانات مختبر الدفع النفاث لأجرام النظام الشمسي الصغيرة

- الاكتشاف · مخطط المدار ·  العناصر المدارية · المعلمات المادية